# Bulldózer
Bulldózer – węgierska rockowa grupa muzyczna, założona w 1993 roku.

## Historia
Grupa została założona w 1993 roku po rozpadzie XL Sisters. Rok później został wydany pierwszy album Bulldózer, Lassan járj…!. W 1998 roku wskutek słabnącej popularności muzyki rockowej nie został wydany drugi, gotowy już album, a grupa rozpadła się.
W 2005 roku György Demeter, będąc na koncercie Omegi, spotkał Bélę Jankaia, z którym nakreślił możliwość założenia nowego zespołu. 30 grudnia nowo powstała grupa zagrała koncert. Przed koncertem Attila Szabó zaproponował, by nazywała się Bulldózer, jako że część muzyków grała w Bulldózer przed rozpadem zespołu w 1998 roku. W 2007 roku do grupy dołączyło dwóch nowych muzyków, Jusztin Szabó i Tamás Jülek.
W 2009 roku został wydany drugi album studyjny zespołu, Utolsó dal. W 2018 roku ukazał się trzeci album studyjny pn. Időn és álmokon túl.

## Dyskografia
- Lassan járj…! (1994)
- Utolsó dal (2009)
- Időn és álmokon túl (2018)

## Członkowie

### Obecni
- György Demeter – wokal
- Zoltán Pálmai – perkusja
- Tamás Jülek – gitara
- Jusztin Szabó – gitara basowa
- Béla Jankai – instrumenty klawiszowe
- Tamás Demeter – wokal

### Byli
- Attila Szabó – gitara
- Csaba Berczelly – gitara basowa
- Sebastian Jankai – gitara basowa